# Betty Awori Engola
Betty Awori Engola, née le 24 décembre 1960, est une femme politique ougandaise. Elle est la représentante du district d'Apac sous le parti au pouvoir, le Mouvement de résistance nationale, au 10e Parlement (2016 à 2021),.

## Biographie
Elle obtient, en 1974, son certificat de fin d'études primaires à l'école de démonstration Shimon. En 1978, elle obtient son certificat d'éducation ougandais à l'école de filles St Josephs, à Nsambya. Awori a terminé son certificat avancé en Ouganda à l'école de filles de Tororo en 1981. En 1984, elle intègre l'Université de Makerere, où elle obtient une licence en sciences sociales.

## Carrière
De 2009 à 2010, Betty Awori Engola a été membre du conseil d'administration du Collège technique d'Ouganda, à Lira. Entre 2005 et 2008, elle a été membre du conseil d'administration de National Agricultural Advisory Services. Elle a exercé en tant qu'agent commercial de 1986 à 1987 au Conseil consultatif du commerce de l'Ouganda. Par la suite, de 1988 à 2001, elle a occupé le poste d'argent du commerce extérieur au ministère du Tourisme, du Commerce et de l’Industrie. Depuis 2016, elle est députée au Parlement de l'Ouganda.

## Rôle supplémentaire
Betty Awori Engola occupe un poste supplémentaire au Parlement ougandais en tant que membre du Comité des sciences et de la technologie. Elle a participé à la quatorzième session de la Conférence des Nations unies sur le commerce et le développement à Nairobi, au Kenya, qui s'est tenue du 17 au 22 juillet 2016.  